# Ca l'Obradors (Gaià)
Ca l'Obradors és una obra de Gaià (Bages) inclosa a l'Inventari del Patrimoni Arquitectònic de Catalunya.

## Descripció
Edifici civil. Masia orientada a l'est. Tipus II de la classificació de J. Danés. Masia de dues plantes construït amb pedra. Porta adovellada.

## Història
No es tenen notícies històriques, però segons testimonis orals sembla que l'edifici de meitats del segle xix.